# Hausgauen
Hausgauen é uma comuna francesa na região administrativa de Grande Leste, no departamento Alto Reno. Estende-se por uma área de 5,75 km². Em 2010 a comuna tinha 391 habitantes (densidade: 68 hab./km²).